# Premierzy Ukrainy

## Ukraińska Republika Ludowa(1917–1918)

### Przewodniczący Sekretariatu Generalnego
| # | Imię i nazwisko                   | Portret           | Od                | Do                   | Partia polityczna                                | Rząd               |
| - | --------------------------------- | ----------------- | ----------------- | -------------------- | ------------------------------------------------ | ------------------ |
| 1 | Wołodymyr Wynnyczenko (1880–1951) |                   | 28 czerwca 1917   | 27 lipca 1917        | Ukraińska Socjal-Demokratyczna Partia Robotnicza | I rząd Wynnyczenki |
| 1 | Wołodymyr Wynnyczenko (1880–1951) | 27 lipca 1917     | 3 września 1917   | II rząd Wynnyczenki  | Ukraińska Socjal-Demokratyczna Partia Robotnicza |                    |
| 1 | Wołodymyr Wynnyczenko (1880–1951) | 3 września 1917   | 12 listopada 1917 | III rząd Wynnyczenki | Ukraińska Socjal-Demokratyczna Partia Robotnicza |                    |
| 1 | Wołodymyr Wynnyczenko (1880–1951) | 12 listopada 1917 | grudzień 1917     | IV rząd Wynnyczenki  | Ukraińska Socjal-Demokratyczna Partia Robotnicza |                    |
| 1 | Wołodymyr Wynnyczenko (1880–1951) | grudzień 1917     | 22 stycznia 1918  | V rząd Wynnyczenki   | Ukraińska Socjal-Demokratyczna Partia Robotnicza |                    |

### Premierzy
| # | Imię i nazwisko                   | Portret       | Od               | Do                  | Partia polityczna                                | Rząd               |
| - | --------------------------------- | ------------- | ---------------- | ------------------- | ------------------------------------------------ | ------------------ |
| 1 | Wołodymyr Wynnyczenko (1880–1951) |               | 22 stycznia 1918 | 31 stycznia 1918    | Ukraińska Socjal-Demokratyczna Partia Robotnicza | V rząd Wynnyczenki |
| 2 | Wsewołod Hołubowycz (1885–1939)   |               | 31 stycznia 1918 | 24 marca 1918       | Ukraińska Partia Socjalistów Rewolucjonistów     | I rząd Hołubowycza |
| 2 | Wsewołod Hołubowycz (1885–1939)   | 24 marca 1918 | 29 kwietnia 1918 | II rząd Hołubowycza | Ukraińska Partia Socjalistów Rewolucjonistów     |                    |

## Hetmanat(1918)

### Premierzy
| # | Imię i nazwisko                           | Portret              | Od                | Do                   | Rząd            |
| - | ----------------------------------------- | -------------------- | ----------------- | -------------------- | --------------- |
| 1 | Mykoła Sachno-Ustymowycz (1863–1918)      |                      | 29 kwietnia 1918  | 30 kwietnia 1918     |                 |
| 2 | Mykoła Wasyłenko (1866–1935) (tymczasowo) |                      | 30 kwietnia 1918  | 20 maja 1918         |                 |
| 3 | Fedir Łyzohub (1851–1928)                 |                      | 20 maja 1918      | 27 października 1918 | I rząd Łyzohuba |
| 3 | Fedir Łyzohub (1851–1928)                 | 27 października 1918 | 14 listopada 1918 | II rząd Łyzohuba     |                 |
| 4 | Serhij Herbel (1856 – 1936)               |                      | 14 listopada 1918 | 14 grudnia 1918      | rząd Herbela    |

1. ↑  Nie utworzył rządu.

## Ukraińska Republika Ludowa(1918–1920)

### Premierzy
| # | Imię i nazwisko                    | Portret | Od                   | Do                   | Partia polityczna                                | Rząd               |
| - | ---------------------------------- | ------- | -------------------- | -------------------- | ------------------------------------------------ | ------------------ |
| 1 | Wołodymyr Czechiwski (1876–1937)   |         | 26 grudnia 1918      | 13 lutego 1919       | Ukraińska Socjal-Demokratyczna Partia Robotnicza | rząd Czechiwskiego |
| 2 | Serhij Ostapenko (1881–1937)       |         | 13 lutego 1919       | 9 kwietnia 1919      | Ukraińska Partia Socjalistów Rewolucjonistów     | rząd Ostapenki     |
| 3 | Borys Martos (1879–1977)           |         | 9 kwietnia 1919      | 27 sierpnia 1919     | Ukraińska Socjal-Demokratyczna Partia Robotnicza | rząd Martosa       |
| 4 | Isaak Mazepa (1884–1952)           |         | 27 sierpnia 1919     | 26 maja 1920         | Ukraińska Socjal-Demokratyczna Partia Robotnicza | rząd Mazepy        |
| 5 | Wiaczesław Prokopowycz (1881–1942) |         | 26 maja 1920         | 14 października 1920 | Ukraińska Partia Socjalistów-Federalistów        | rząd Prokopowycza  |
| 6 | Andrij Liwycki (1879–1954)         |         | 14 października 1920 | 18 listopada 1920    | Ukraińska Socjal-Demokratyczna Partia Robotnicza | rząd Liwickiego    |

## Ukraińska Republika Ludowa–rząd na emigracji(1920–1992)

### Premierzy
| #     | Imię i nazwisko                    | Portret       | Od                | Do                  | Rząd                 |
| ----- | ---------------------------------- | ------------- | ----------------- | ------------------- | -------------------- |
| 1     | Andrij Liwycki (1879–1954)         |               | 18 listopada 1920 | 24 marca 1921       | I rząd Liwyckiego    |
| 2     | Wiaczesław Prokopowycz (1881–1942) |               | 24 marca 1921     | 29 czerwca 1921     | I rząd Prokopowycza  |
| 3     | Andrij Liwycki (1879–1954) (p.o.)  |               | 29 czerwca 1921   | 5 sierpnia 1921     |                      |
| 4     | Pyłyp Pyłypczuk (1869–1940)        |               | 5 sierpnia 1921   | 14 stycznia 1922    | rząd Pyłypczuka      |
| 5     | Andrij Liwycki (1879–1954)         |               | 14 stycznia 1922  | 17 lipca 1923       | II rząd Liwyckiego   |
| 5     | Andrij Liwycki (1879–1954)         | 17 lipca 1923 | 25 maja 1926      | III rząd Liwyckiego |                      |
| 6     | Wiaczesław Prokopowycz (1881–1942) |               | 25 maja 1926      | październik 1939    | II rząd Prokopowycza |
| 7     | Ołeksandr Szulhyn (1889–1960)      |               | październik 1939  | maj 1940            | rząd Szulhyna        |
| wakat |                                    |               |                   |                     |                      |
| 8     | Andrij Jakowliw (1872–1955) (p.o)  |               | 1944              | 1945                |                      |
| 9     | Kost Pankiwskyj (1897–1973)        |               | 1945              | 19 lipca 1948       | rząd Pankiwskiego    |
| 10    | Isaak Mazepa (1884–1952)           |               | 19 lipca 1948     | styczeń 1952        | rząd Mazepy          |
| 11    | Stepan Baran (1879–1953)           |               | styczeń 1952      | 4 czerwca 1953      | rząd Barana          |
| 12    | Spyrydon Dowhal (1896–1975)        |               | 1954              | 1954                | I rząd Dowhala       |
| 13    | Symon Sozontiw (1898–1980)         |               | 1954              | 1957                | rząd Sozontiwa       |
| 14    | Mykoła Liwycki (1907–1989)         |               | 1957              | 1967                | rząd Liwickiego      |
| 15    | Atanas Figol (1908–1993)           |               | 22 marca 1967     | 1969                | rząd Figola          |
| 16    | Spyrydon Dowhal (1896–1975)        |               | 1969              | 1972                | II rząd Dowhala      |
| 17    | Wasyl Fedoronczuk (1915–1984)      |               | 1972              | 1974                | rząd Fedoronczuka    |
| 18    | Teofil Łeontij                     |               | 1974              | 1980                | rząd Łeontija        |
| 19    | Jarosław Rudnycki (1910–1995)      |               | 1980              | 1989                | rząd Rudnyćkiego     |
| 20    | Iwan Samijłenko (1912–2006)        |               | 1989              | 1992                | rząd Samijłenki      |

## Zachodnioukraińska Republika Ludowa(1918–1919)

### Prezydent Rady Sekretarzy Państwowych
| # | Imię i nazwisko                 | Portret | Od               | Do              | Rząd               |
| - | ------------------------------- | ------- | ---------------- | --------------- | ------------------ |
| 1 | Kost Łewycki (1859–1941)        |         | 9 listopada 1918 | 4 stycznia 1919 | rząd Łewyckiego    |
| 2 | Sydir Hołubowycz (1873–1938)    |         | 4 stycznia 1919  | 9 czerwca 1919  | rząd Hołubowycza   |
| 3 | Jewhen Petruszewycz (1863–1940) |         | 9 czerwca 1919   | 16 lipca 1919   | rząd Petruszewycza |

1. ↑  Sprawował władzę dyktatorską.

## Ukraina Karpacka(1938–1939)

### Premierzy
| # | Imię i nazwisko               | Portret | Od                   | Do                   | Rząd           |
| - | ----------------------------- | ------- | -------------------- | -------------------- | -------------- |
| 1 | Andrij Brodij (1895–1946)     |         | 11 października 1938 | 26 października 1938 | rząd Brodija   |
| 2 | Augustyn Wołoszyn (1874–1945) |         | 26 października 1938 | 15 marca 1939        | rząd Wołoszyna |
| 3 | Julijan Rewaj (1899–1979)     |         | 15 marca 1939        | 18 marca 1939        | rząd Rewaja    |

## Krajowy Rząd Zachodnich Obwodów Ukrainy(1941)

### Premier
| # | Imię i nazwisko             | Portret | Od              | Do           | Rząd        |
| - | --------------------------- | ------- | --------------- | ------------ | ----------- |
| 1 | Jarosław Stećko (1912–1986) |         | 30 czerwca 1941 | 5 lipca 1941 | rząd Stećki |

## Ukraina(od 1991)

### Premierzy
| #   | Portret                     | Premier                               | Od                   | Do                   | Partia polityczna                              | Rząd                      | Legislatura                 |
| --- | --------------------------- | ------------------------------------- | -------------------- | -------------------- | ---------------------------------------------- | ------------------------- | --------------------------- |
| 1   |                             | Witold Fokin (1932–2025)              | 28 sierpnia 1991     | 2 października 1992  | bezpartyjny                                    | rząd Fokina               | I Rada Najwyższa Ukrainy    |
| –   |                             | Wałentyn Symonenko (p.o.) (ur. 1940)  | 2 października 1992  | 13 października 1992 | bezpartyjny                                    |                           | I Rada Najwyższa Ukrainy    |
| 2   |                             | Łeonid Kuczma (ur. 1938)              | 13 października 1992 | 22 września 1993     | bezpartyjny                                    | rząd Kuczmy               | I Rada Najwyższa Ukrainy    |
| –   |                             | Juchym Zwiahilski (p.o.) (1933–2021)  | 22 września 1993     | 16 czerwca 1994      | bezpartyjny                                    |                           | I Rada Najwyższa Ukrainy    |
| 3   |                             | Witalij Masoł (1928–2018)             | 16 czerwca 1994      | 1 marca 1995         | bezpartyjny                                    | II rząd Masoła            | II Rada Najwyższa Ukrainy   |
| –   |                             | Jewhen Marczuk (p.o.) (1941–2021)     | 1 marca 1995         | 8 czerwca 1995       | bezpartyjny                                    |                           | II Rada Najwyższa Ukrainy   |
| 4   | Jewhen Marczuk (1941–2021)  | 8 czerwca 1995                        | 28 maja 1996         | rząd Marczuka        | bezpartyjny                                    |                           | II Rada Najwyższa Ukrainy   |
| 5   |                             | Pawło Łazarenko (ur. 1953)            | 28 maja 1996         | 2 lipca 1997         | Hromada                                        | rząd Łazarenki            | II Rada Najwyższa Ukrainy   |
| –   |                             | Wasyl Durdyneć (p.o.) (ur. 1937)      | 2 lipca 1997         | 30 lipca 1997        | bezpartyjny                                    |                           | II Rada Najwyższa Ukrainy   |
| 6   |                             | Wałerij Pustowojtenko (ur. 1947)      | 30 lipca 1997        | 22 grudnia 1999      | Partia Ludowo-Demokratyczna                    | rząd Pustowojtenki        | II Rada Najwyższa Ukrainy   |
| 6   | III Rada Najwyższa Ukrainy  | Wałerij Pustowojtenko (ur. 1947)      | 30 lipca 1997        | 22 grudnia 1999      | Partia Ludowo-Demokratyczna                    | rząd Pustowojtenki        |                             |
| 7   |                             | Wiktor Juszczenko (ur. 1954)          | 22 grudnia 1999      | 29 maja 2001         | bezpartyjny                                    | rząd Juszczenki           |                             |
| 8   |                             | Anatolij Kinach (ur. 1954)            | 29 maja 2001         | 21 listopada 2002    | Partia Przemysłowców i Przedsiębiorców Ukrainy | rząd Kinacha              |                             |
| 8   | IV Rada Najwyższa Ukrainy   | Anatolij Kinach (ur. 1954)            | 29 maja 2001         | 21 listopada 2002    | Partia Przemysłowców i Przedsiębiorców Ukrainy | rząd Kinacha              |                             |
| 9   |                             | Wiktor Janukowycz (ur. 1950)          | 21 listopada 2002    | 7 grudnia 2004       | Partia Regionów                                | I rząd Janukowycza        |                             |
| –   |                             | Mykoła Azarow (p.o.) (ur. 1947)       | 7 grudnia 2004       | 28 grudnia 2004      | Partia Regionów                                | I rząd Janukowycza        |                             |
| (9) |                             | Wiktor Janukowycz (ur. 1950)          | 28 grudnia 2004      | 5 stycznia 2005      | Partia Regionów                                | I rząd Janukowycza        |                             |
| –   |                             | Mykoła Azarow (p.o.) (ur. 1947)       | 5 stycznia 2005      | 24 stycznia 2005     | Partia Regionów                                |                           |                             |
| –   |                             | Julia Tymoszenko (p.o.) (ur. 1960)    | 24 stycznia 2005     | 4 lutego 2005        | Batkiwszczyna (Blok Julii Tymoszenko)          |                           |                             |
| 10  | Julia Tymoszenko (ur. 1960) | 4 lutego 2005                         | 8 września 2005      | I rząd Tymoszenko    | Batkiwszczyna (Blok Julii Tymoszenko)          |                           |                             |
| –   |                             | Jurij Jechanurow (p.o.) (ur. 1948)    | 8 września 2005      | 22 września 2005     | Nasza Ukraina                                  |                           |                             |
| 11  | Jurij Jechanurow (ur. 1948) | 22 września 2005                      | 4 sierpnia 2006      | rząd Jechanurowa     | Nasza Ukraina                                  |                           |                             |
| 12  |                             | Wiktor Janukowycz (ur. 1950)          | 4 sierpnia 2006      | 18 grudnia 2007      | Partia Regionów                                | II rząd Janukowicza       | V Rada Najwyższa Ukrainy    |
| 13  |                             | Julia Tymoszenko (ur. 1960)           | 18 grudnia 2007      | 4 marca 2010         | Batkiwszczyna (Blok Julii Tymoszenko)          | II rząd Tymoszenko        | VI Rada Najwyższa Ukrainy   |
| –   |                             | Ołeksandr Turczynow (p.o.) (ur. 1964) | 4 marca 2010         | 11 marca 2010        | Batkiwszczyna (Blok Julii Tymoszenko)          |                           | VI Rada Najwyższa Ukrainy   |
| 14  |                             | Mykoła Azarow (ur. 1947)              | 11 marca 2010        | 28 stycznia 2014     | Partia Regionów                                | rząd Azarowa              | VI Rada Najwyższa Ukrainy   |
| 14  | VII Rada Najwyższa Ukrainy  | Mykoła Azarow (ur. 1947)              | 11 marca 2010        | 28 stycznia 2014     | Partia Regionów                                | rząd Azarowa              |                             |
| –   |                             | Serhij Arbuzow (p.o.) (ur. 1976)      | 28 stycznia 2014     | 27 lutego 2014       | Partia Regionów                                |                           |                             |
| 15  |                             | Arsenij Jaceniuk (ur. 1974)           | 27 lutego 2014       | 14 kwietnia 2016     | Batkiwszczyna/Front Ludowy                     | rząd Arsenija Jaceniuka   | VIII Rada Najwyższa Ukrainy |
| 16  |                             | Wołodymyr Hrojsman (ur. 1978)         | 16 kwietnia 2016     | 29 sierpnia 2019     | Blok Petra Poroszenki „Solidarność”            | rząd Wołodymyra Hrojsmana | VIII Rada Najwyższa Ukrainy |
| 17  |                             | Ołeksij Honczaruk (ur. 1984)          | 29 sierpnia 2019     | 4 marca 2020         | Sługa Ludu                                     | rząd Ołeksija Honczaruka  | IX Rada Najwyższa Ukrainy   |
| 18  |                             | Denys Szmyhal (ur. 1975)              | 4 marca 2020         | 17 lipca 2025        | niezależny                                     | rząd Denysa Szmyhala      | IX Rada Najwyższa Ukrainy   |
| 19  |                             | Julija Swyrydenko (ur. 1985)          | 17 lipca 2025        | obecnie              | niezależna                                     | rząd Julii Swyrydenko     | IX Rada Najwyższa Ukrainy   |